# Альмухаметово (деревня станции)
Альмухаме́тово (баш. Әлмөхәмәт станцияһы ) — деревня станции в Абзелиловском районе Республики Башкортостан России. Входит в Альмухаметовский сельсовет. Расположена в 52 км к юго-востоку от районного центра села Аскарова. Основное население составляют башкиры.

## История
Основана в 1954 г. в связи со строительством хлебоприёмного пункта.
Название станция Альмухаметово носит от одноимённой деревни Альмухаметово, находящейся в 8 км от станции, которая появилась намного раньше. Название восходит к башкирскому личному имени баш. Әлмөхәмәт (рус. Альмухамет).

С 2005 г. современный статус.

Статус деревни, сельского населённого пункта, посёлок станции Альмухаметово получил согласно Закону Республики Башкортостан от 20 июля 2005 года N 211-з «О внесении изменений в административно-территориальное устройство Республики Башкортостан в связи с образованием, объединением, упразднением и изменением статуса населенных пунктов, переносом административных центров», ст.1:

6. Изменить статус следующих населенных пунктов, установив тип поселения — деревня:
1) в Абзелиловском районе:…
 б) поселка станции Альмухаметово Альмухаметовского сельсовета

## География
В деревне 7 улиц и более 126 домов. Улицы: Солнечная, Шоссейная, Вокзальная, Сиреневая, Молодежная, Клубная, Ленина, Элеваторная.

### Географическое положение
Расстояние до:
- районного центра (Аскарово): 52 км,
- центра сельсовета (Целинный): 5 км,
- ближайшей железнодорожной станции (Альмухаметово): 0 км.

## Население
| 1959 | 1968 | 1970 | 1979 | 1989 | 2002 | 2009 |
| ---- | ---- | ---- | ---- | ---- | ---- | ---- |
| 392  | ↗421 | ↗720 | ↘512 | ↘472 | ↘465 | ↗487 |
| 2010 |      |      |      |      |      |      |
| ↘396 |      |      |      |      |      |      |

Национальный состав
Согласно переписи 2002 года, преобладающая национальность: башкиры (91 %).

## Инфраструктура
В деревне есть элеватор, начальная школа, детский сад, фельдшерско-акушерский пункт, клуб, библиотека.

## Религия
В 2019 году открылась мечеть.